# Melinda Stoika

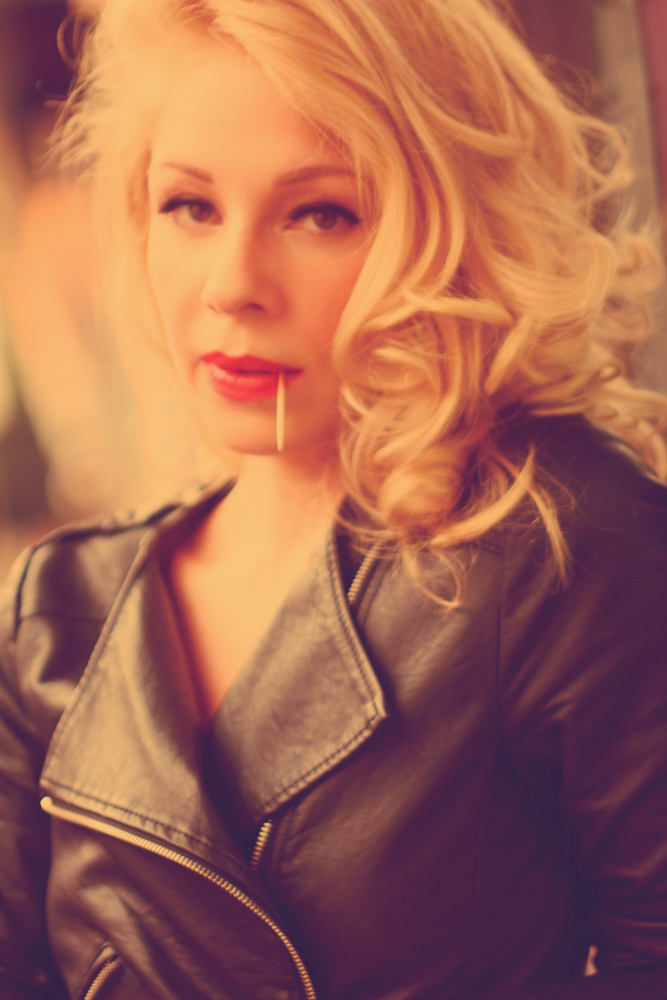
Melinda Stoika

Melinda Stoika (* 2. August 1977 in Budapest) ist eine ungarisch-österreichische Sängerin, DJ und Musikproduzentin. Sie lebt in Wien.

## Werdegang
Von ihrem Vater, dem Jazz-Pianisten Tibor Barkoczy gefördert, begann Melinda Stoikas Musik- und Bühnenausbildung bereits im Kindesalter. Ab ihrem sechsten Lebensjahr bekam sie Klavier- und Ballettunterricht und spielte diverse Rollen an der Ungarischen Staatsoper und im Operettentheater Budapest. 1987 zog ihre Familie mit ihr nach Wien. Während ihrer Ausbildung zur Modedesignerin startete sie im Alter von 16 Jahren ihre musikalische Karriere als DJ und Sängerin im Wiener Hotel Marriott zusammen mit Louie Austen und der Jazzband ihres Vaters. Nach diversen Tourneen mit dem österreichischen Gitarristen Harri Stojka produzierte sie 2003 mit der Band Deephousemafia ihre erste Single „Let me know“, die auch in London, Paris und Los Angeles für Aufmerksamkeit sorgte. Im Jahr darauf war Melinda Stoika maßgeblich an der Gründung der Formation DelaDap beteiligt, mit der sie zehn Jahre lang als Sängerin auf Tour war und insgesamt vier Alben veröffentlichte.
Als eine bei zahlreichen hochwertigen Musik-Projekten und -Events als Vokalistin und auch als Werbejingle-Komponistin und -Produzentin gefragte Künstlerin arbeitete Melinda Stoika in dieser Zeit auch an ihrer musikalischen Vielseitigkeit und an der Perfektion ihres persönlichen Stils.

## Diskografie

### Alben
- 2004: Cigani Ruzsa + Angelo (!DelaDap feat. Melinda Stoika)
- 2006: Dela Paji (!DelaDap feat. Melinda Stoika)
- 2008: Just Another City (Stoika & Stojka)
- 2008: Sara La Kali (!DelaDap feat. Melinda Stoika)
- 2011: Jazzhotel (with Mike Ottis)
- 2011: X-Mas Moods, Vol. 3 feat. Jazzhotel (with Mike Ottis)
- 2012: I Know What You Want (!DelaDap feat. Melinda Stoika)

### Singles und EPs
- 2003: Let Me Know - Melinda
- 2003: Amaro Shavo (!DelaDap feat. Melinda Stoika)
- 2003: Riga (Langoth feat. Melinda Stoika)
- 2004: Scatwalk (Langoth feat. Melinda Stoika)
- 2004: Angelo (!DelaDap feat. Melinda Stoika)
- 2005: Jeg Tan + ZsaManca (!DelaDap feat. Melinda Stoika)
- 2006: Watch What You Say (Langoth feat. Melinda Stoika)
- 2006: Slow Motion (Langoth feat. Melinda Stoika)
- 2006: When Will It All End? (Louie Austen feat. Melinda Stoika)
- 2007: Finally (LOP:NOR feat. Melinda Stoika)
- 2007: So Shunes (!DelaDap feat. Melinda Stoika)
- 2008: Kaj Tu Salas. Remix by Melinda Stoika (!DelaDap)
- 2008: Soul Shavo (Stoika & Stojka)
- 2010: When Love Is (Mike Ottis - X-Mas Moods, Vol. 2)
- 2010: It´s Just Another Day (Harri Stojka feat. Melinda Stoika)
- 2010: Heart And Soul (Tibor Barkoczy feat. Melinda Stoika)
- 2011: Ali Baba (Dj Pony feat. Deladap)
- 2011: When You Are Near (Landzeit Delight/Dj Stani Vana)
- 2011: Guessing (Landzeit Delight/Dj Stani Vana)
- 2012: Gimme Your Love (Mike Ottis - X-Mas Moods, Vol. 4)
- 2012: Don´t Turn Around (!DelaDap feat. Melinda Stoika)
- 2013: I Do (!DelaDap feat. Melinda Stoika)
- 2015: Love Is Just a Click Away (Mike Ottis - Selfhealing, Vol. 1)
- 2015: Crazy Swing Remixed (!DelaDap feat. Melinda Stoika)
- 2020: Play (DelaDap feat. Melinda Stoika)

## Auszeichnungen
- 2012: Nominierung für den Amadeus Award in der Kategorie Rock/Pop mit dem Song Crazy Swing von !DelaDap